# Street of Dreams (Grant-Green-Album)
Street of Dreams ist ein Jazz-Album von Grant Green, aufgenommen von Rudy Van Gelder in Englewood Cliffs, New Jersey am 16. November 1964 und veröffentlicht 1966 auf Blue Note Records.
Remastert wurde das Album 2008 als CD in der RVG-Edition des Labels neu herausgegeben.

## Das Album
Grant Green wurde in den 1960er Jahren vom Blue Note-Label in unterschiedlichen Besetzungen aufgenommen; so mit Ben Dixon und Baby Face Wilette (1961), mit Sonny Clark und Sam Jones, und schließlich mit Larry Young und Elvin Jones im November 1964. Wie schon beim vorausgegangenen Album Idle Moments wirkte hier auch der Vibraphonist Bobby Hutcherson mit. Mit den Coltrane-Musikern Elvin Jones (und McCoy Tyner) war Green bereits bei der (unveröffentlicht gebliebenen) Matador-Session im Juni 1964 zusammengekommen.
Vibraphon und Hammond-Orgel in einer Jazzcombo zusammenzubringen, geht auf die Tradition der Zusammenarbeit von Lionel Hampton und Milt Buckner zurück und war bereits von Johnny „Hammond“ Smith und Johnny Lytle weitergeführt worden. Im Trio mit Larry Young und Elvin Jones spielte Green zunächst im September 1964 das (zunächst nicht veröffentlichte) Album Talkin' About! (Blue Note BLP 4183) ein. Die Zusammenarbeit mit Jones und Young setzte Green nach der Aufnahme von Street of Dreams mit einigen New Yorker Clubauftritten und im März 1965 mit dem Blue Note-Album I Want to Hold Your Hand fort, bevor er das Blue-Note-Label verließ, um eine kommerziellere Richtung einzuschlagen. Young und Jones setzten ihre Zusammenarbeit in dem Unity-Album (1965) fort.
Street of Dreams enthielt keine Original-Kompositionen des Organisten und der beteiligten Musiker, sondern ausschließlich Coverversionen damals populärer Songs wie Charles Trenets „I Wish You Love“, der in den 1960er Jahren durch Sängerinnen wie Gloria Lynne und zuvor bereits Keely Smith populär war. Auch „Lazy Afternoon“ war ein Popsong aus den 1950er Jahren; das Titelstück „Street of Dreams“ war ein Standard von Victor Young, und schließlich „Somewhere in the Night“. Der Song war ursprünglich von Vivian Blaine im Filmmusical Three Little Girls in Blue (1946) gesungen und dann durch die Version von Ella Fitzgerald bekannt geworden; er war seit den späten 1950er Jahren in den Vereinigten Staaten als das „Naked City Theme“ aus der gleichnamigen Fernsehserie und durch die Jazzsängerin Teri Thornton populär.
Nach einer die Grundstimmung schaffenden Einleitung Larry Youngs spielt Green das erste Stück „I Wish You Love“, dem er einen leichten Latin-Touch im Hintergrund hinzufügt. Leonard Feather weist auf die Effekte der Hintergrundbegleitung durch den Vibraphonisten Hutcherson hin und erwähnt drei Aspekte in Grant Greens Spielweise:
Zum einen spielt er die Melodie, ein brodelndes Thema in Moll-Tonart, zweitens bewegt er sich an der Hauptmelodie des Chorus, variiert dessen Linien nur leicht und subtil; hinzu kommt ein dritter Aspekt, nämlich dass er zu einem Höhepunkt hinarbeitet, nicht der Erregung, sondern der Intensität und der Begeisterung.
Schließlich weist Feather auf die Verbindung zu Charlie Christian als Vorbild Greens hin: „Hätte Christian je Nummern mit einem rhythmischen Latin-Hintergrund aufgenommen, wäre dies hier wohl die Art und Weise, wie sie klingen würden.“ Dem folgenden „Lazy Afternoon“, kaum als Jazz-Instrumentalstück, sondern nur aus der Popmusik der frühen 1950er Jahre bekannt, gibt Green eine unkonventionelle Prägung, indem er es im 5/4-Takt spielt; ein zweites Solo spielt hier Hutcherson. Hingegen war die Victor-Young-Nummer „Street of Dreams“ im Jazz ein etablierter Standard; hier schaffen die Musiker keine Latin-Rhythmik, eher eine straight-ahead-Spielweise, die im orthodoxen 4/4-Metrum swingt. Feather weist auf Greens Triolen an manchen Stellen seines Solos hin, als er nach Larry Youngs Solo dessen intensives Spiel aufgreift und weiterführt.
Das Thema von „Somewhere in the Night“ wird nach Youngs Einleitung von Grant und Hutcherson in Unisono-Spielweise vorgestellt; die schließende Kadenz des in moderaten Tempo gespielten Stücks erinnert Feather an Django Reinhardt.

## Bewertung
Für Allmusic bewertete Steve Huey Street of Dreams lediglich mit drei Sterne, lobte aber die wunderbar leichte und stimmungsvolle Atmosphäre der Session, bei der Hutcherson die perfekte Ergänzung sei, da er mit modaler Spielhaltung seinen klaren, schimmernden Ton beisteuere. Dabei spielten die Musiker weder mit dem Soul-Jazz-Touch von Talkin' About noch habe die Platte einen zu romantischen Ansatz; sie sei eher beschaulich und fließend: „So fehlen jede Art von Feuerwerk und funkige Grooves; die Musik wirkt vielmehr wie aus einem Stück, was es schwer mache, die Höhepunkte dieses Albums auszumachen.“
Richard Cook und Brian Morton hoben im Penguin Guide to Jazz besonders das eindrucksvolle Eröffnungsstück „I Wish You Love“ hervor und loben insgesamt die Qualität dieser Session. Sie bedauern, dass es davon kein weiteres, bisher unveröffentlichtes Material gäbe.
Chis May ging in All About Jazz auf die Rolle des Organisten Larry Young und des Schlagzeugers Elvin Jones bei dieser Session ein, die als „potentiell turbulentes Duo“ Grant Green und Hutcherson eher in einen milden Groove bringen. Verglichen mit Idle Moments, das stark durch die Arrangements des Pianisten Duke Pearson bestimmt war, wirke Street of Dreams mehr wie eine Blowing Session – einfache Themen dienen als Vehikel für Solos; die Auswahl der Songs setze „jedoch eine Fülle von strukturellen und harmonischen Belangen frei“.

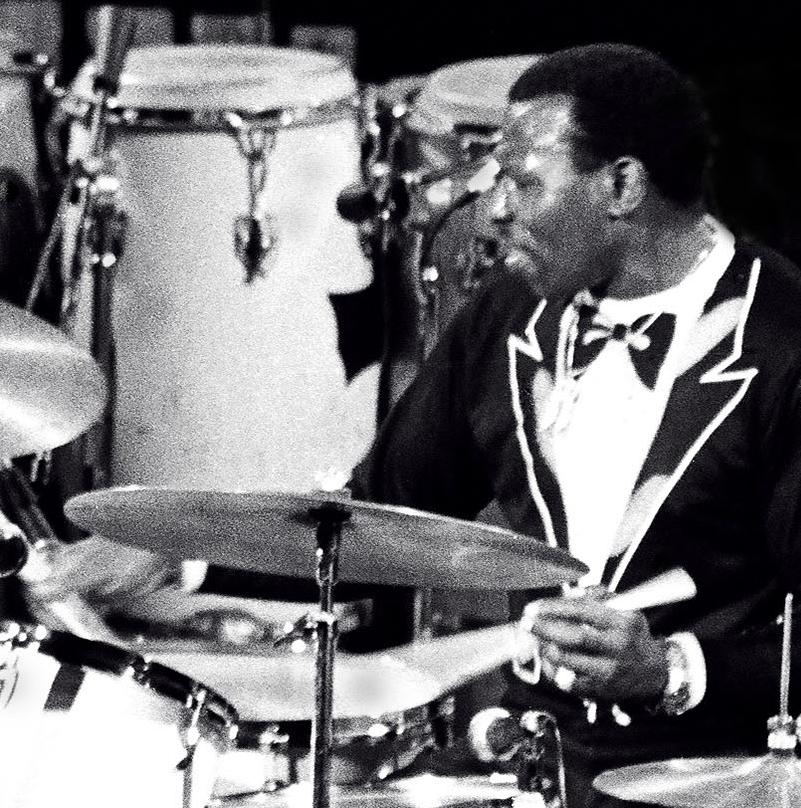
Elvin Jones (1977)

## Die Stücke
- Blue Note BST 84253

1. I Wish You Love (Léo Chauliac/Charles Trenet) – 8:43
2. Lazy Afternoon (John Latouche/Jerome Moross) – 7:41
3. Street of Dreams (Victor Young/Sam M. Lewis) – 8:59
4. Somewhere in the Night (Josef Myrow/Mack Gordon) – 8:01

Die Cover-Gestaltung stammt von Reid Miles und das Coverfoto von Jim Marshall.